# Richard Foote
Richard Martin Foote (* 22. Juni 1950 in Chester) 
ist ein kanadischer Mathematiker, der sich mit endlichen einfachen Gruppen (und deren Klassifikation) und Zahlentheorie befasst.
Foote studierte an der University of Toronto mit dem Bachelor-Abschluss 1972 und wurde 1976 an der Universität Cambridge bei John Griggs Thompson promoviert (Finite Groups of Component Type). 1975/76 und 1978/79 war er Research Fellow am Trinity College Cambridge und 1976 bis 1978 Instructor am Caltech. 1979 wurde er Assistant Professor an der Rutgers University, 1980 an der University of Minnesota und 1981 an der University of Vermont, an der er 1983 Professor wurde.
Er ist am Ausbau des Klassifikationssatzes für endliche einfache Gruppen durch Ronald Solomon, Richard Lyons und Daniel Gorenstein beteiligt.

## Schriften (Auswahl)
- mit David Dummit: Abstract Algebra, 3. Auflage, Wiley 2004